# Harry Martin
Harry Martin né le 23 octobre 1992 à Ipswich, est un joueur de hockey sur gazon anglais et britannique. Il évolue au poste de milieu de terrain au HC Rotterdam et avec les équipes nationales anglaise et britannique.
Sa sœur, Hannah Martin est une joueuse anglaise et britannique de hockey sur gazon et évolue au poste de milieu de terrain ou d'attaquant avec les équipes nationales anglaise et britannique.

## Carrière

### Coupe du monde
- Top 8 : 2014, 2018

### Championnat d'Europe
- : 2017
- Top 8 : 2013, 2015, 2019, 2021

### Jeux olympiques
- Top 8 : 2012, 2020